# Давыдов, Михаил Ефимович
Михаил Ефимович Давыдов (13 ноября 1915, дер. Ивашево, Дмитровский уезд, Московская губерния, Российская империя — 30 апреля 2010, Люберцы, Московская область) — советский работник сельского хозяйства, Герой Социалистического Труда. Почётный гражданин городов Люберцы и Котельники.

## Биография
Родился в деревне Ивашево (ныне — Дмитровский район Московской области).
Окончил сельскую школу в 1929, а в 1932 году — фабрично-заводскую семилетку.
Участник Великой Отечественной войны. Был в партизанском движении.
В 1962—1972 годах был председателем совхоза «Белая Дача», при этом организовал для рабочих посёлка рекреационную зону, постройку нового, современного жилья, заложил основу будущего музея, а также добился значительных успехов на занимаемой должности, выведя предприятие в число передовых8 апреля 1971 года за успехи в развитии сельского хозяйства получил звание Героя Социалистического труда..
Был депутатом Верховного Совета СССР 7-го созыва, делегатом XXIII съезда КПСС.
После выхода на пенсию проживал в городе Люберцы.
Умер в 2010 году. Похоронен на Ново-Люберецком кладбище.

## Награды и звания
- Герой Социалистического труда
- Почётный гражданин города Люберцы
- Почётный гражданин города Котельники
- Кавалер ордена Ленина (дважды, 1966 и 1971 годы)
- Кавалер ордена Трудового Красного Знамени
- Кавалер ордена Знак Почёта

## Увековечивание памяти
- Мемориальная доска на доме № 339-а по Октябрьскому проспекту города Люберцы, автор макета — журналист Богдан Колесников.[5]
- Бюст в городе Котельники, в микрорайоне Белая Дача.